# Kristi Toliver
Kristi Renee Toliver (Harrisonburg, Virginia, 27 januari 1987) is een Amerikaanse professionele basketbalspeelster die speelde voor de Chicago Sky, Los Angeles Sparks en de Washington Mystics in de Women's National Basketball Association (WNBA). Ze werd als eerste gekozen door Chicago in het WNBA-draft van 2009. Ze is ook geselecteerd voor drie WNBA All-Star-teams.
0 Alana Beard · 
3 Candace Parker · 
7 Sandrine Gruda · 
10 Jevgenia Beljakova · 
12 Chelsea Gray · 
17 Essence Carson · 
20 Kristi Toliver · 
21 Ann Wauters · 
23 Ana Dabović · 
28 Jelena Dubljević · 
30 Nneka Ogwumike · 
42 Jantel Lavender · 
Coach Brian Agler
2 Myisha Hines-Allen · 
5 Kiara Leslie · 
6 Kim Mestdagh · 
7 Ariel Atkins · 
11 Elena Delle Donne · 
15 Natasha Cloud · 
20 Kristi Toliver · 
21 Tianna Hawkins · 
23 Aerial Powers · 
30 LaToya Sanders · 
32 Shatori Walker-Kimbrough · 
33 Emma Meesseman · 
Coach Mike Thibault